# Crossover thrash
Crossover thrash, zkráceně crossover je forma thrash metalu, která obsahuje více hardcore punkových prvků než standardní thrash. Také se někdy označuje jako punk metal. Zatímco thrash metal je silně ovlivněn hardcore punkem, tak celkový zvuk crossover thrashe je punkem ovlivněn a zní ještě více metalově a také agresivněji než tradiční hardcore punk a thrashcore.

## Terminologie
Žánr se často zaměňuje s thrashcore, což je v podstatě jen rychlejší hardcore punk, a ne punkem ovlivněná forma metalu. V první polovině 80. let se pojem "thrash" často používal jako synonymum pro hardcore punk (příkladem je kompilace z roku 1982 nazvaná New York Thrash). Pojem „thrashcore“ jako rozlišovací výraz se začal používat později, okolo roku 1993. Hodně crossover kapel, např. D.R.I., v počátcích patřilo mezi úspěšné thrashcorové kapely. Přípona „-core“ se někdy používá kvůli odlišení od crossover thrashe a thrash metalu; thrash metal bývá často označován jen jako "thrash", výrazem, který se jen zřídka používá v souvislosti s crossover thrash nebo thrashcore. Příležitostně se výraz thrashcore používá v hudební tisku v souvislosti s thrash metalem ovlivněným metalcorem.

## Historie
Crossover thrash vznikl, když metaloví interpreti začali používat prvky hardcore punku. Punkově orientované metalové kapely, unavené hudebními limity "čistého" hardcore punku (zaměřeného na rychlá tempa a velmi strohé skladby), vytvořili samostatný žánr, když jim začala být vlastní technická zdatnost heavy metalu. Zejména v počátcích byl crossover thrash silně spjat se skate punkem, avšak postupně se stále více stával záležitostí metalového publika. Tato scéna se zrodila v klubu Ruthie 's roce 1984 v kalifornském Berkeley. Původně se v souvislosti s těmito crossoverovými kapelami používal pojem "metalcore". Hardcore-punkové skupiny Corrosion of Conformity, Dirty Rotten Imbeciles a Suicidal Tendencies hrávali po boku thrashmetalových skupin jako Megadeth, Anthrax, Metallica a Slayer. Toto hnutí v roce 1984 také inspirovalo skinheadské křídlo newyorského hardcoru, do kterého se zařazují skupiny jako Cro-Mags, Beastie Boys, Murphy's Law, Agnostic Front, a Warzone. Mezi další přední crossoverové skupiny patří Nuclear Assault, Ratos de Porão, Short Sharp Shock (SSS), Stormtroopers of Death, Cryptic Slaughter, SSD, DYS, Gwar a Septic Death, Electro Hippies, The Boneless Ones, The Exploited, a Discharge.

## Charakteristické znaky
Crossover se vyznačuje mixem rychlých thrashových riffů a breakdown riffů používaných v hardcore. Z crossoveru je také odvozen groove metal (občas označovaný také jako post-thrash). Bicí se vyznačují rychlým tempem, občas se používají také specifické bubnové údery, tzv. „D-beaty“.